# Душан Перковић
Душан Перковић (Струмица, 25. септембар 1926 — Београд, 11. мај 2000) био је југословенски и српски сценариста, продуцент и епизодни глумац.

## Биографија
Рођен је у Струмици, Краљевина СХС (данас Северна Македонија) 25. септембра 1926. године. Студирао је Правни факултет у Београду. Прво се бавио глумом у позоришту, а затим наставио да игра на филму углавном у иностранству.
Крајем 1950-их и почетком 1960-их година почео је да ради као асистент на продукцији филмова (Капетан Леши, Партизанске приче) 1965. реализује као директор екипе славан филм Душана Макавејева Човек није тица.
Маја 1966. године заједно са неколико филмских радника оснива Сервис Филмских радних заједница (ФРЗ) (Центар ФРЗ или Центар филм), који ће касније постати у каснијем периоду најпрофитабилнија продукцијска кућа и освајати награде за своје филмове у земљи а и иностранству и јединствен конкурент тада неприкосновеном Авала филму.
Око себе је окупио на почетку тада знамените филмске режисере попут Живојина Павловића, Кокана Ракоњца, Жоржа Скригина, Жике Митровића, Миомира Стаменковића.
Пружао је такорећи пуно пажње младим филмским ауторима у реализацији филмова и успешно радио на пласману и дистрибуцији филмова у земљи и иностранству.
Од 1966. до 1986. био је директор Центар филма првобитно као главни организатор производње филмова бавећи се продукцијом, а већ 1986. одлази у пензију.
Поред продукције филмова, бавио се драматургијом, пишући дијалоге за дугометражне игране филмове (Против Кинга, СБ затвара круг, Бошко Буха, И бог створи кафанску певачицу, Нека друга жена, Опасни траг, О покојнику све најлепше, Официр с ружом, Мала).
Током свог рада обављао је разне дужности у Удружењу филмских радника Србије, Савеза филмских радника Југославије као и Удружења филмских произвођача.
Осим драматургије и продукције филмова, познате су и његове епизодне улоге у филмовима (попут Потрага, Њих двојица, Партизанске приче , Човјек са фотографије, Десант на Дрвар, Војник, Нож (филм из 1967) , Убиство на подмукао и свиреп начин и из ниских побуда), али је већем броју гледалаца постао познат по улози шефа Специјалне полиције Николе из серије Отписани.
Преминуо је 11. маја 2000. године у Београду.